# ジュリアン・デュバル
ジュリアン・デュバル（Julien Duval、1990年5月27日 - ）は、フランス、エヴルー出身の自転車競技選手。AG2R・シトロエン・チームに所属。

## 来歴

### アマチュア時代
2006年、カデカテゴリーのフランス選手権トラックレースに出場。マディソンと個人追い抜きで優勝。
2007年、フランス選手権　ジュニア　団体追い抜きで優勝。ヨーロッパ選手権　ジュニア　団体追い抜きで2位。
2008年、ヨーロッパ選手権　ジュニア　団体追い抜きで優勝。フランス選手権　ジュニア　団体追い抜きとポイントレースで優勝。UCIトラックワールドカップの出場メンバーに選出される。
2009年、UCIトラックワールドカップのカリ大会と北京大会に出場。カリ大会では団体追い抜きで4位、マディソンで7位。北京大会ではマディソンで8位、団体追い抜きで9位だった。
2010年、世界選手権トラックレースの団体追い抜きフランス代表メンバーに選出され9位。フランス選手権　オムニアムで優勝。UCIトラックワールドカップのメルボルン大会でオムニアム11位。
その後、2011年と2012年にフランス選手権トラックレースで新たなタイトルを獲得し、2013年にコンチネンタルチームのルーベ・リール・メトロポールとプロ契約。

### プロ時代

#### 2013-2014年：ルーベ・リール・メトロポール
2013年、1月に新しいルーベのベロドロームで行われたフランス選手権マディソンでモルガン・クネスキとのペアで優勝。7月、イエールで行われたフランス選手権個人追い抜きでも優勝。ロードレースではパリ～トロワで2位、ダンケルク4日間レースで山岳賞、パリ～アラス・ツアーで総合2位。
2014年、パリ～アラス・ツアーで第1ステージのチームタイムトライアルで優勝し、総合3位。グランプリ・クリスタル・エネルジーではアマチュア時代のチームメイト、ケヴィン・ラルエットを抑えて2位。

#### 2015-2016年：アルメー・ド・テール
2015年、アルメー・ド・テール（フランス陸軍チーム）に移籍。2月にフランス、サン＝カンタン＝アン＝イヴリーヌで行われた世界選手権トラックレースではフランス代表メンバーになり、団体追い抜きではブリアン・コカール、ダミアン・ゴダン、ジュリアン・モリスと共にフランス記録を2回更新し、7位入賞した。ロードレースではエトワール・ド・ベセージュ第1ステージ5位、ブークル・ド・ラ・マイエンヌ第3ステージ7位、クラシカ・コルシカで10位。
2016年、ラ・ルー・トゥランジェルで3位、ブークル・ド・ロルヌで5位、ブークル・ド・ラ・マイエンヌで総合7位。夏にはポリノルマンドでライアン・アンダーソン、バプティスト・プランカールトに続き3位。活躍にAG2R・ラ・モンディアルが目をつけAG2R・ラ・モンディアルとプロ契約。

#### 2017年-：AG2R・ラ・モンディアル
2017年、プロ1年目ながらオムロープ・ヘット・ニウスブラット、ドワルス・ドール・フラーンデレン、E3・ハレルベーク、パリ〜ルーベなどのUCIワールドツアーレースに出場。8月にはブエルタ・ア・エスパーニャに出場。ロマン・バルデのアシストをこなし総合108位で完走した。

## トラックレースの主な戦績

### 世界選手権
- コペンハーゲン　2010
  - 団体追い抜き　9位
- アペルドールン　2011
  - 団体追い抜き　12位
- サン＝カンタン＝アン＝イヴリーヌ　2015
  - 団体追い抜き　7位
- ロンドン　2016
  - 団体追い抜き　11位

### ヨーロッパ選手権
- コトブス　2007
  -  ジュニア　団体追い抜き　2位
- プルシュクフ　2008
  -  ジュニア　団体追い抜き　優勝（ジュリアン・モリス、エルワン・テグエル、エマニュエル・ケオと共に）
- サンクトペテルブルク　2010
  -  ジュニア　団体追い抜き　3位

### フランス選手権
- 2006年
  -  カデ　マディソン　優勝（ジェシー・グルールトと共に）
  -  カデ　個人追い抜き　優勝
- 2007年
  -  ジュニア　団体追い抜き　優勝（ニコラ・ジュリア、フローラン・グジャール、リシャール・フルニエ、ジェローム・マレと共に）
  - ジュニア　個人追い抜き　3位
- 2008年
  -  ジュニア　ポイントレース　優勝
  -  ジュニア　団体追い抜き　優勝（エマニュエル・ケオ、ティボール・ウシュ、エンゾ・オールヴィルと共に）
  - ジュニア　個人追い抜き　2位
  - ジュニア　マディソン　3位
- 2009年
  - 個人追い抜き　2位
  - スクラッチ　2位
- 2010年
  -  オムニアム　優勝
  - 団体追い抜き　2位
  - 個人追い抜き　3位
  - スクラッチ　3位
  - マディソン　3位
- 2011年
  -  マディソン　優勝（アレクサンドル・ルメールと共に）
- 2012年
  -  団体追い抜き　優勝（アレクサンドル・ルメール、アレクシー・グジャール、ケヴィン・ルセリエと共に）
- 2013年
  -  マディソン　優勝（モルガン・クネスキと共に）
  -  個人追い抜き　優勝
  - 団体追い抜き　2位
  - オムニアム　3位
- 2015年
  - マディソン　3位

## ロードレースの主な成績
- 2013年
  -  ダンケルク4日間レース　山岳賞
  - パリ～アラス・ツアー　総合2位
    -  ポイント賞

  - パリ～トロワ　3位
  - グランプリ・ド・リレ　5位
  - グランプリ・ド・ドナン　7位
  - ブークル・ド・ラ・マイエンヌ　総合9位

- 2014年
  - パリ～アラス・ツアー　総合3位
    - 区間優勝（第1ステージ、チームタイムトライアル）

  - グランプリ・クリスタル・エネルジー　2位
  - クラシック・ロワール＝アトランティック　5位
  - ルート・アデリ・ド・ヴィトレ　8位
  - ラ・ルー・トゥランジェル　8位

- 2015年
  - ルート・アデリ・ド・ヴィトレ　9位
  - クラシカ・コルシカ　10位

- 2016年
  - ラ・ルー・トゥランジェル　3位
  - ポリノルマンド　3位
  - ブークル・ド・ロルヌ　5位
  - ツール・ド・ヴァンデ　6位
  - ブークル・ド・ラ・マイエンヌ　総合7位
  - グランプリ・ディスベルグ　9位

- 2018年
  - グランプリ・ド・ドナン　3位

- 2019年
  - ユーロメトロポール・ツール　5位
  - グランプリ・ド・フルミー　9位
  - パリ～ショニー　9位

### グランツール

#### ブエルタ・ア・エスパーニャ
- 2017年：総合108位
- 2018年：総合157位